# Бельск-Подляски
Бельск-Подляски (Бельск-Подляшский, пол. Bielsk Podlaski, бел. Бельск, подл. Біэльськ, Biêlśk) — город в Польше, входит в Подляское воеводство, Бельский повят. Имеет статус городской гмины.
Занимает площадь 26,88 км². Население — 26 894 человека (на 2004 год).
Город располагается на Бельской равнине, в междуречье Нарева и Нурца.

## История
Согласно летописям, Бельск-Подляски основан князем Ярославом Мудрым. Город впервые упоминается в 1253 году в Галицко-Волынской летописи. В 1264 году у Бельска русскими были разбиты ятвяги. Около 1320 года Бельск, как и другие Подляшские земли, вошёл в состав Великого княжества Литовского. В 1495 году город получил магдебургское право. После Люблинской унии 1569 года Бельск перешёл к Королевству Польскому. В этот период он представлял собой значительный центр ремёсел. Большой урон Бельску нанесло шведское нашествие 1655 года, а позднее — пожар 1784 года.
После разделов Речи Посполитой Бельск-Подляски принадлежал сначала (в 1795—1807 годах) Пруссии, после чего перешёл к Российской империи. В 1808 году стал уездным городом Белостокской области, после упразднения которой в 1842 году — уездный город Гродненской губернии.
В 1889 году в Бельске числилось 773 жилых строения (в том числе 24 каменных, а остальные — деревянные). Жителей обоего пола — 7012 (3583 мужского пола и 3428 женского). Из них:
| По сословиям                                | По сословиям                                | По сословиям |
| ------------------------------------------- | ------------------------------------------- | ------------ |
| дворяне (потомственные и личные)            | дворяне (потомственные и личные)            | 65           |
| духовенство                                 | православное                                | 22           |
| духовенство                                 | католическое                                | 1            |
| духовенство                                 | иудейское                                   | 2            |
| почётные граждане (потомственные и личные)  | почётные граждане (потомственные и личные)  | 14           |
| купцы                                       | купцы                                       | 60           |
| мещане                                      | мещане                                      | 5942         |
| цеховые                                     | цеховые                                     | 110          |
| военнослужащие регулярных войск (с семьями) | военнослужащие регулярных войск (с семьями) | 353          |
| бессрочноотпускные                          | бессрочноотпускные                          | 221          |
| отставные нижние чины                       | отставные нижние чины                       | 121          |
| солдатские дети                             | солдатские дети                             | 86           |
| иностранные подданные                       | иностранные подданные                       | 15           |

| По вероисповеданиям | По вероисповеданиям |
| ------------------- | ------------------- |
| православные        | 2870                |
| католики            | 1883                |
| протестанты         | 27                  |
| иудеи               | 2222                |
| мусульмане          | 10                  |

Браков в тот год было заключено 30, родилось 209, умерло 144, прирост населения, таким образом, составил 65 душ обоего пола. Большая часть городского христианского населения занималась земледелием и огородничеством; фабричная и заводская деятельность были развиты слабо; сумма всего производства была показана в 51 625 руб. В конце XIX века Бельске ежегодно было 8 ярмарок, 13 магазинов и 97 лавок. Из учебных заведений были уездное и приходское училища (последнее — с женской сменой) и домашние еврейские школы. В Бельске имелись небольшая городская больница, вольная аптека, 5 православных церквей, фарный костёл и сохранившиеся древние иконы. При костёле находился старинный архив кармелитского монастыря, основанного в 1643 году.
В 1897 году в городе жили 7 464 человека, в том числе евреи — 4 064, русские — 1 499 , поляки — 1 006, украинцы — 556,белорусы — 244.
В 1915 году город в ходе Первой мировой войны был взят германскими войсками, в боях 19-25 августа погибло около 10 тысяч военнослужащих с российской и германской стороны, причём с обеих сторон было много мобилизованных поляков. С 1919 года был в составе Польши. В 1939 году в Бельск вошли войска нацистской Германии, в том же году занят Красной Армией и вошёл в состав Белорусской ССР. В 1944 году вновь занят Красной Армией. После Второй мировой войны город передан Польше.
В 1956 году был создан Бельский поветовый отдел БГКТ.

## Памятные места
Гатьки — археологический памятник.

## Транспорт
Через город проходил исторический Великий литовский путь, одна из важнейших дорог Речи Посполитой, соединявшая столицу Польского королевства Варшаву со столицей Великого княжества Литовского Вильнюсом.

## Фотографии

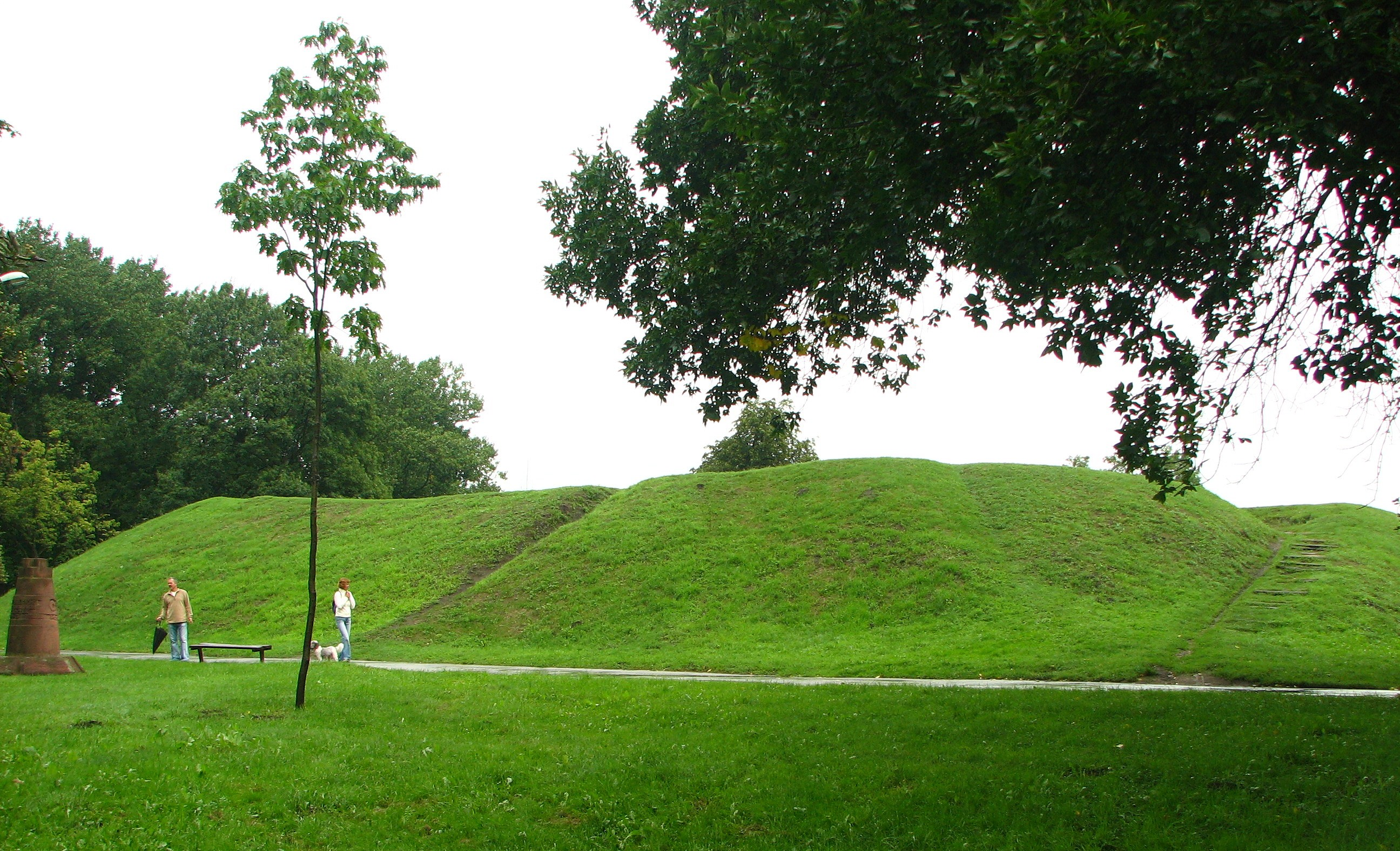
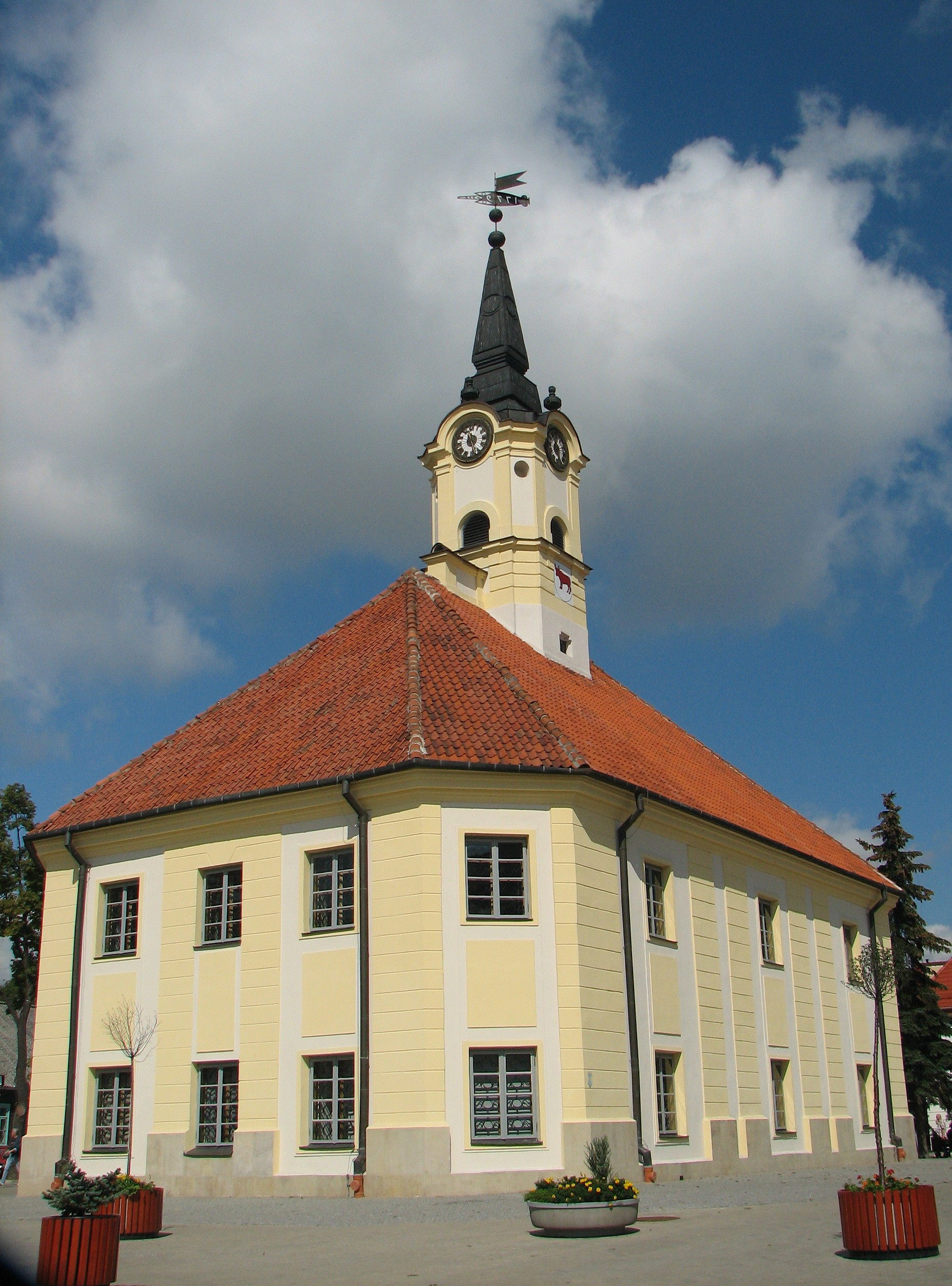
Ратуша
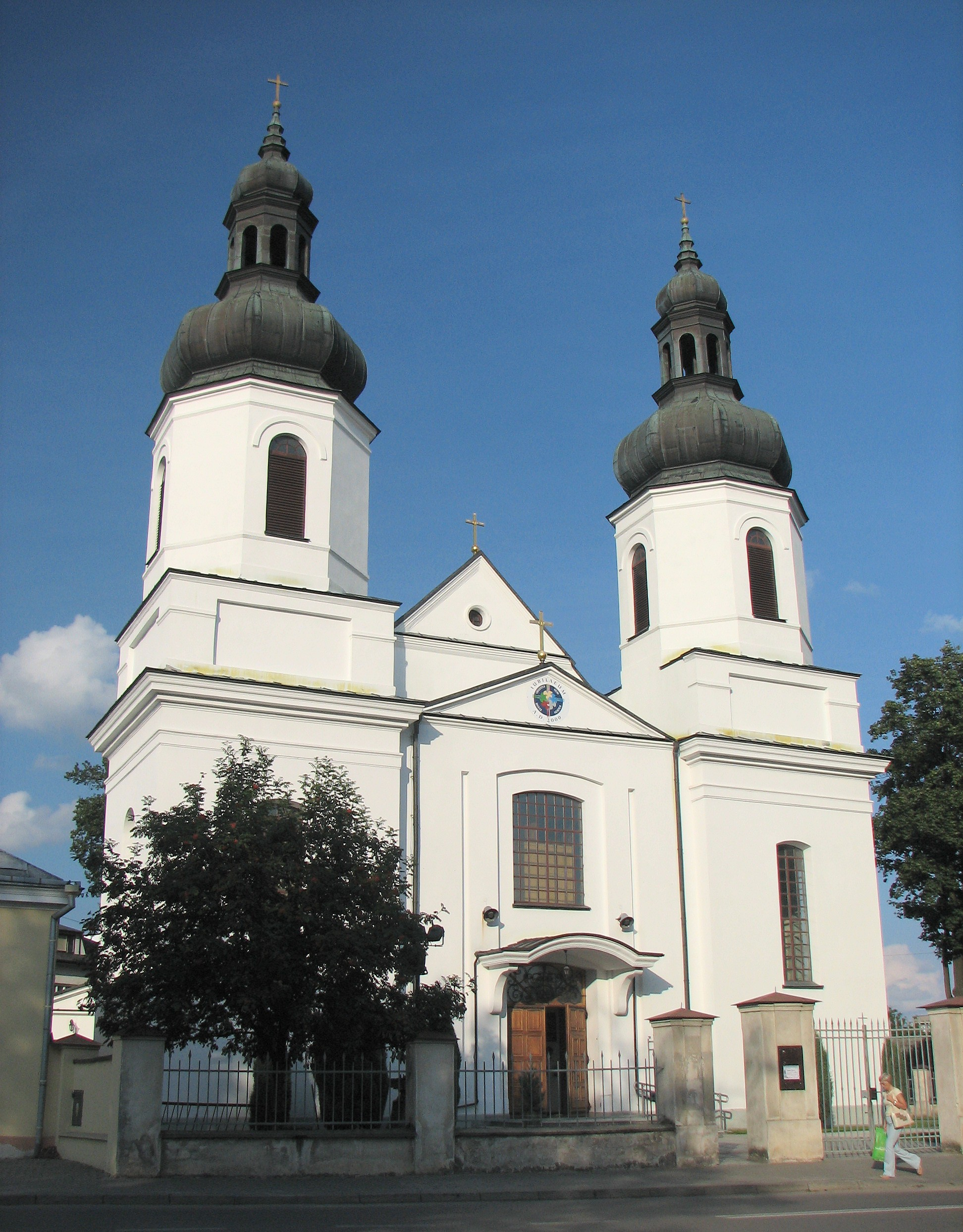
Костёл
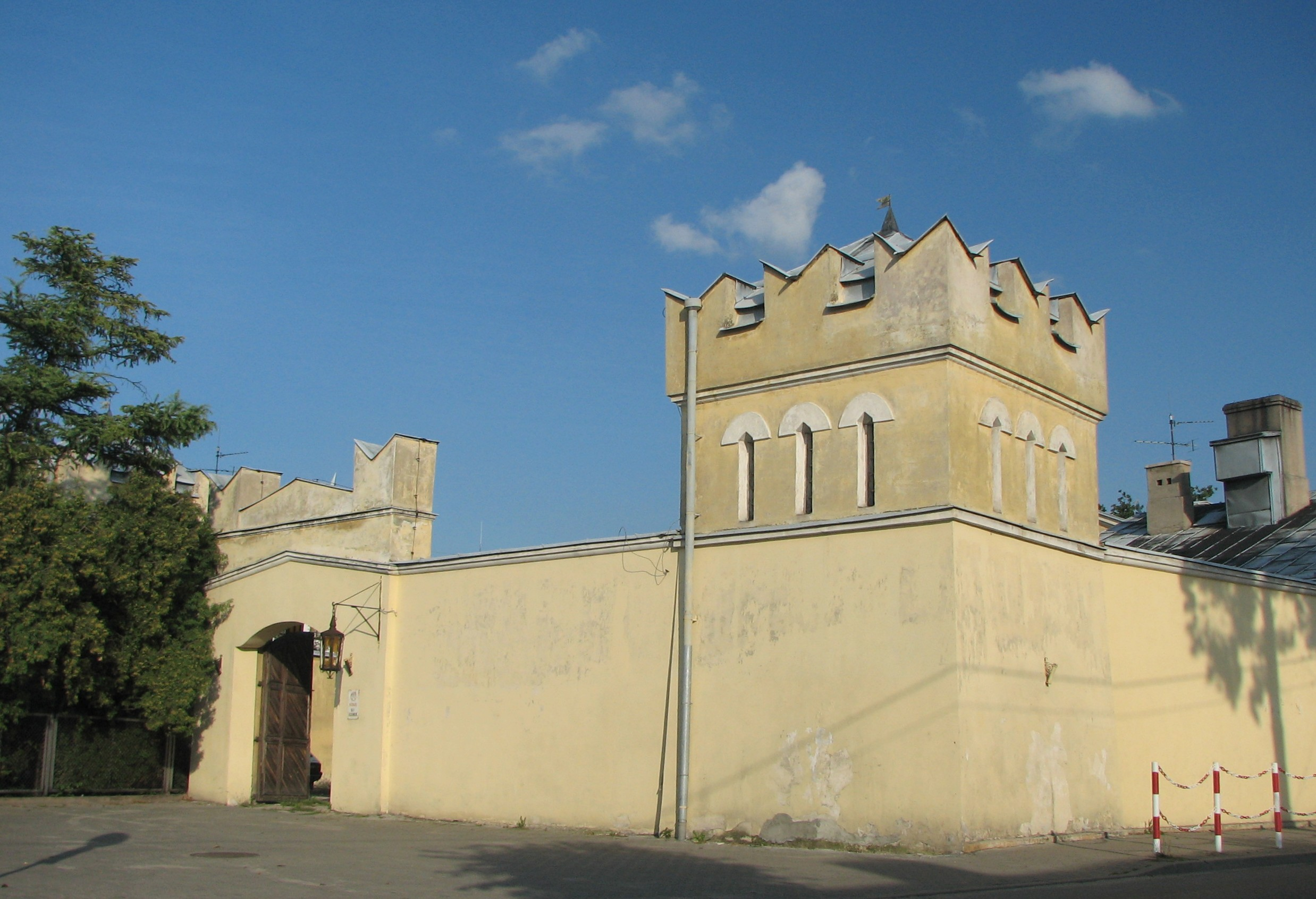
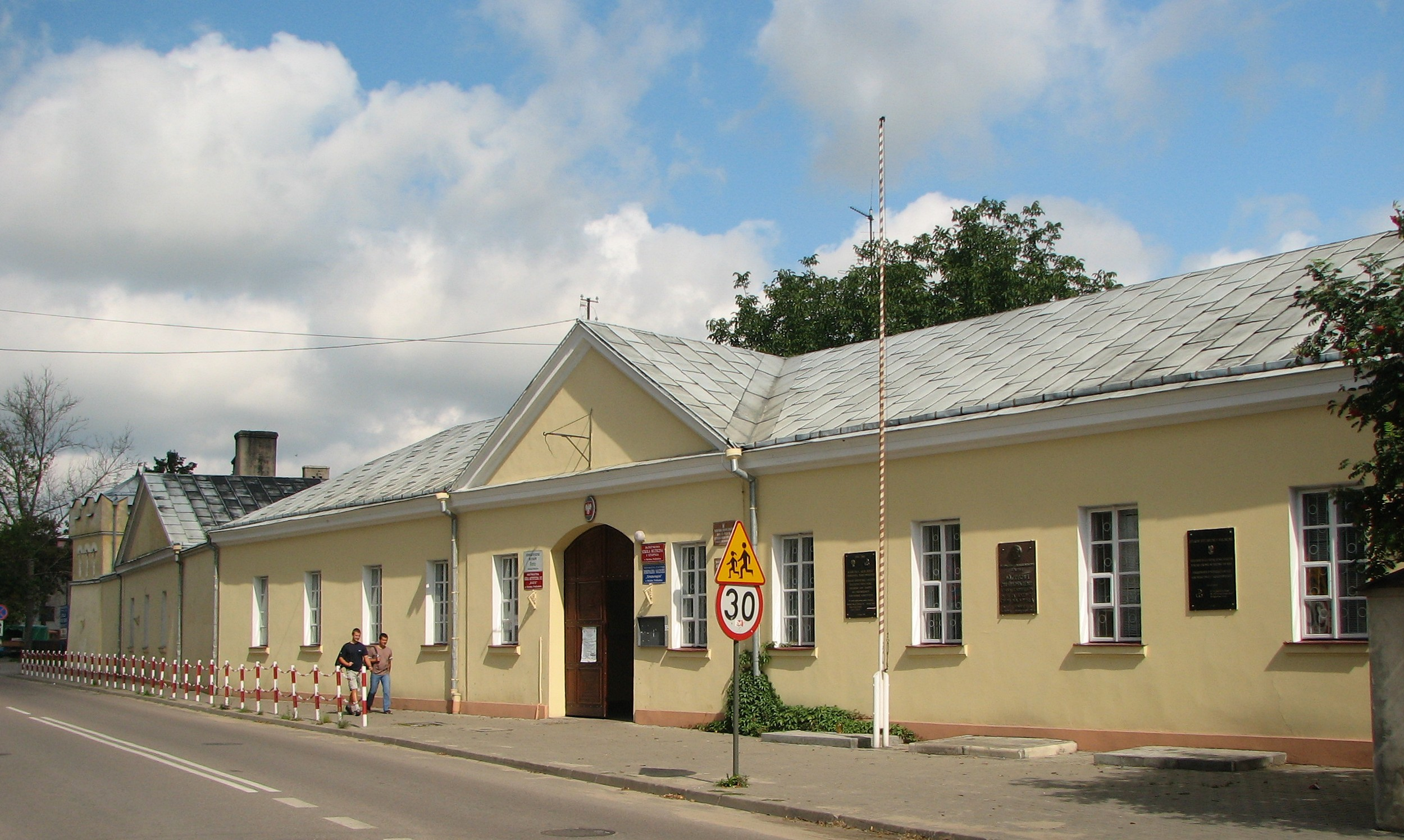
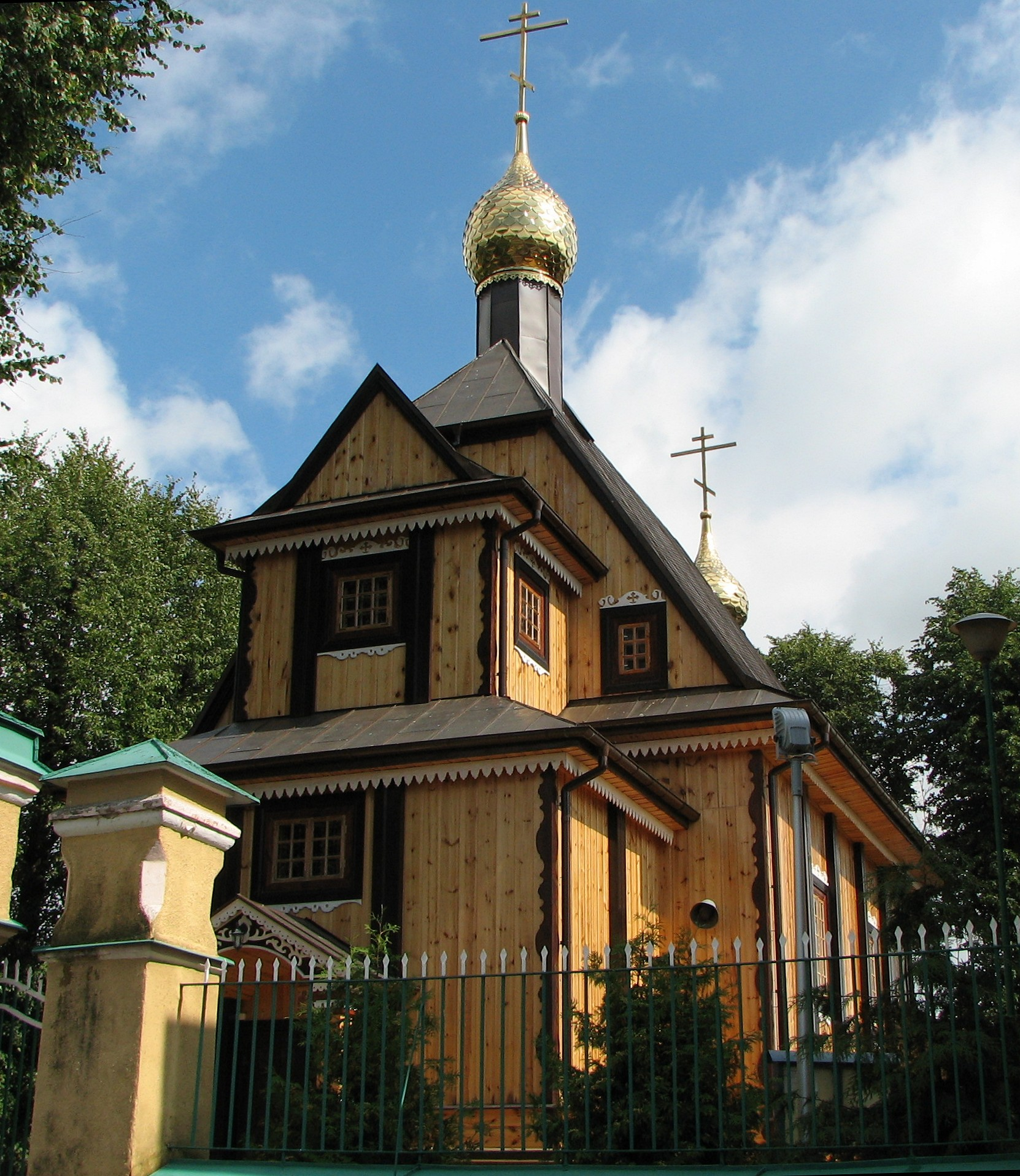
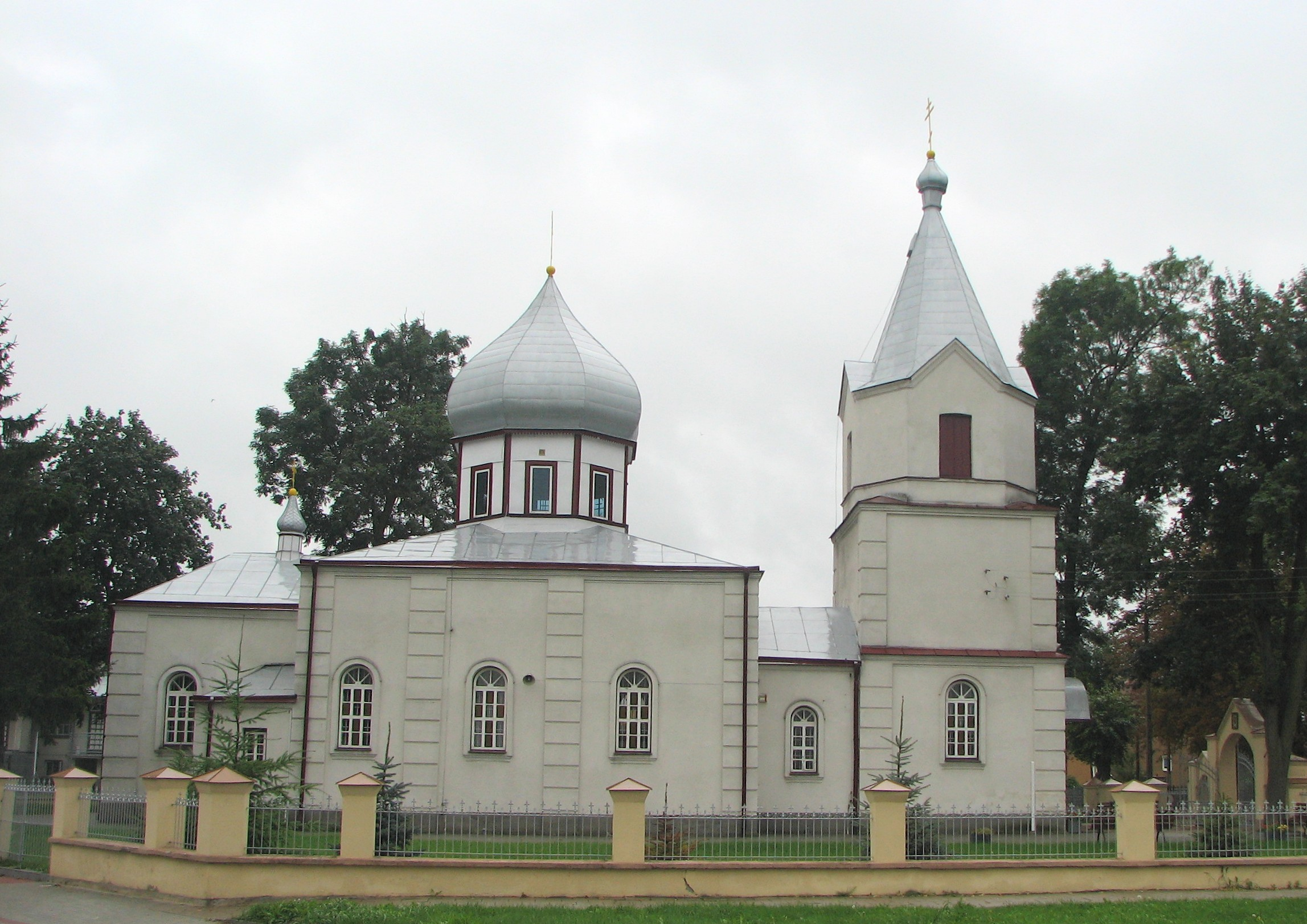
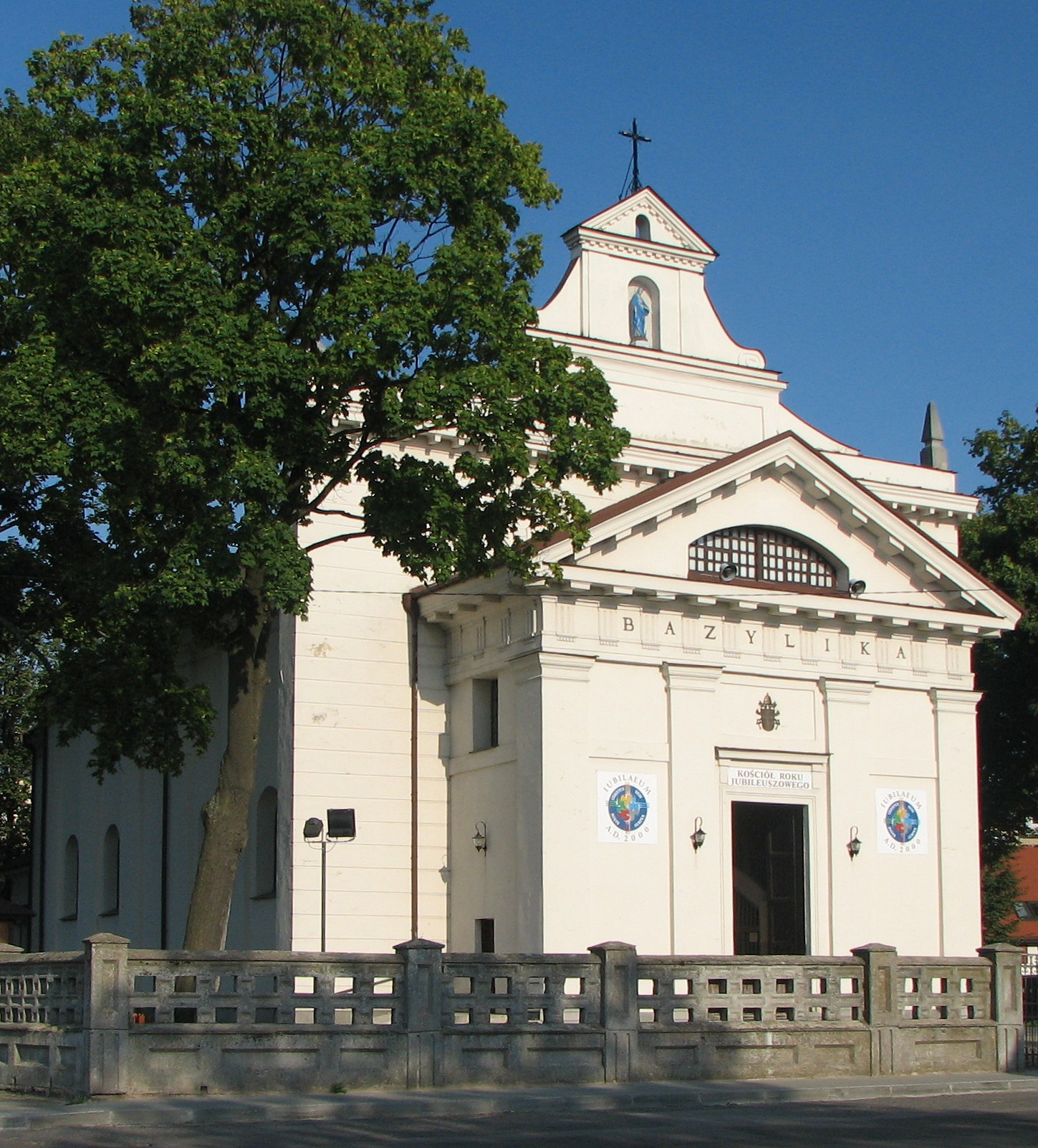
Костёл
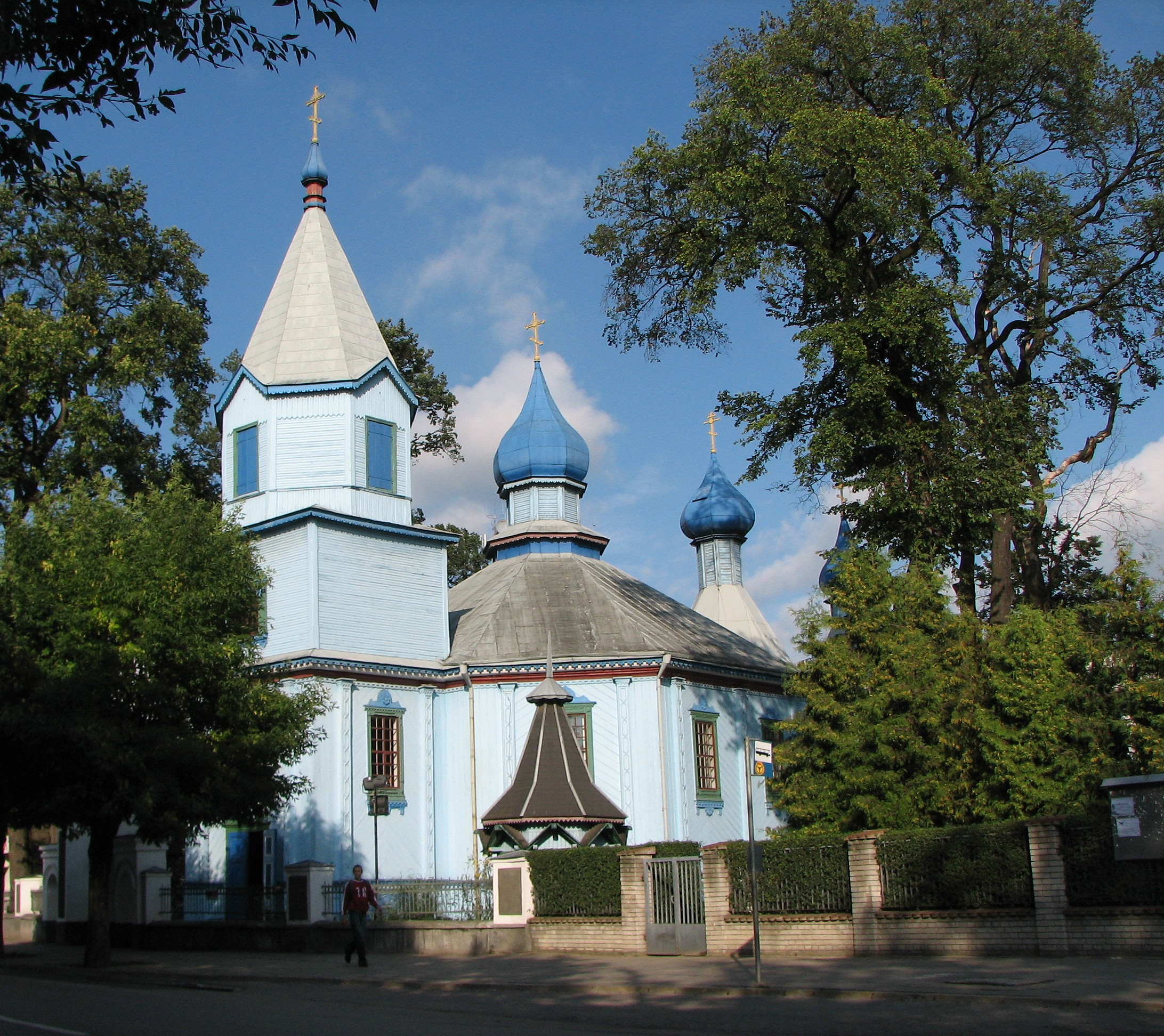
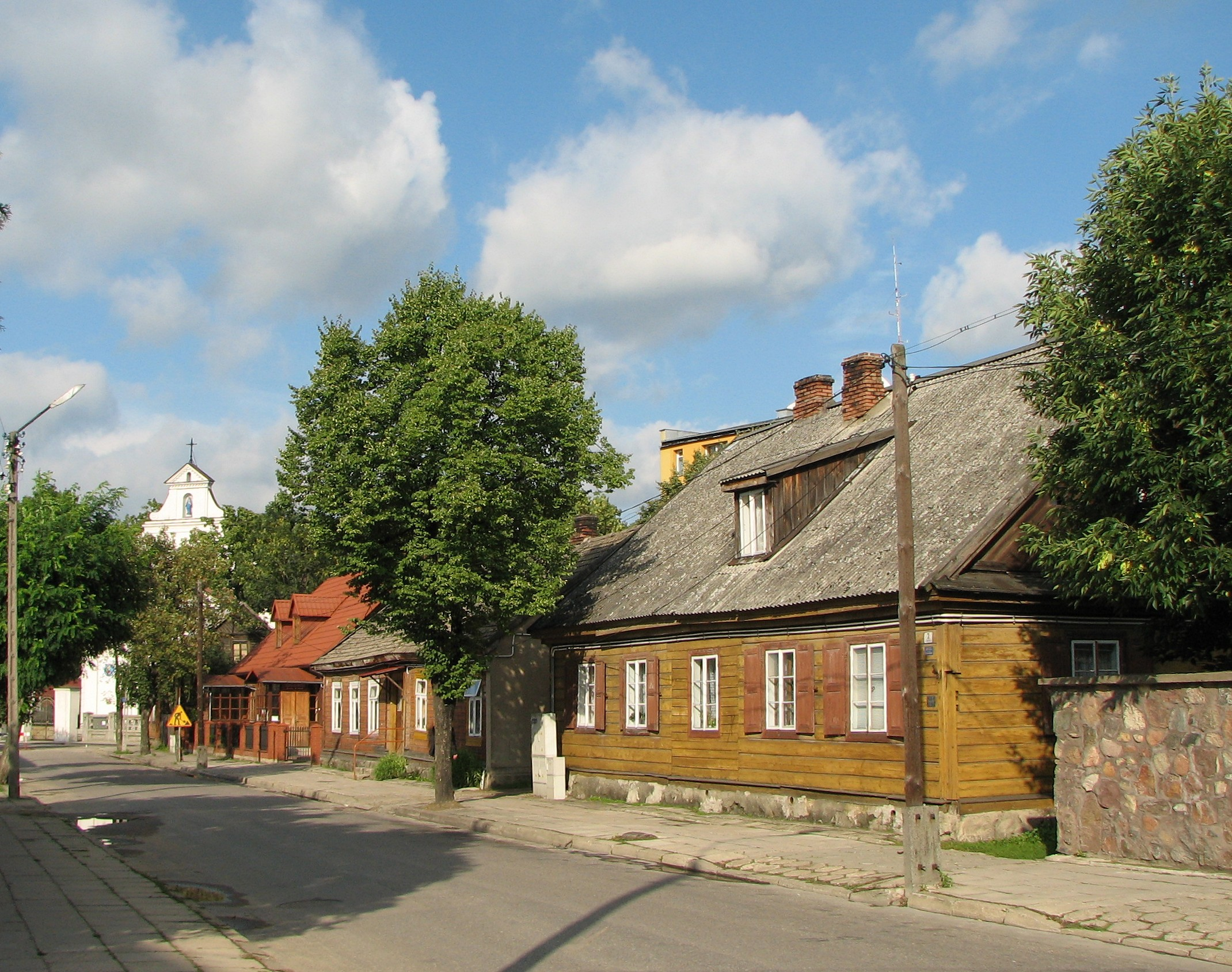
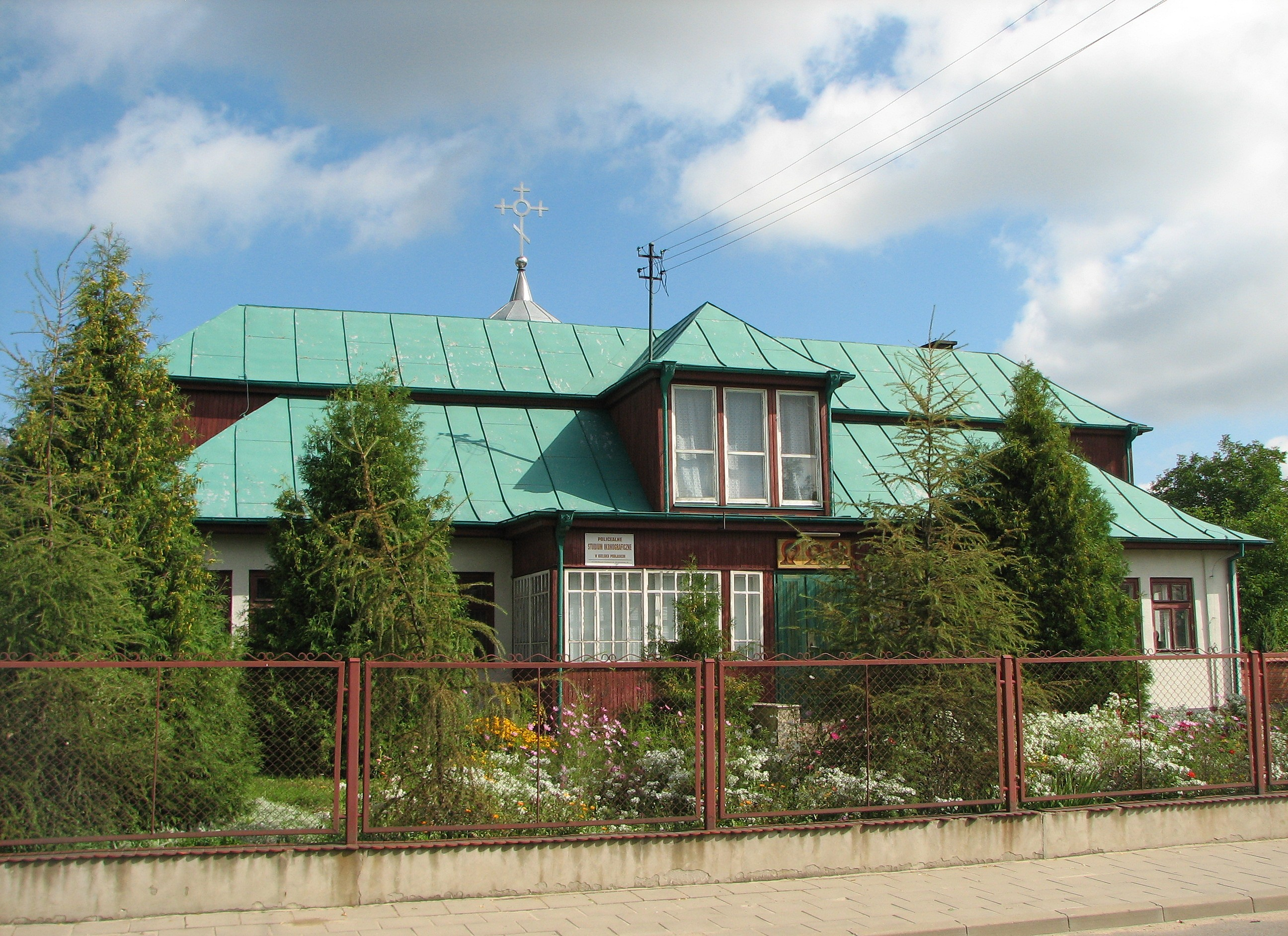